# Gérard Mendel
Pour les articles homonymes, voir Mendel.
 (février 2016).
Gérard Mendel, né le 25 février 1930 à Paris et mort le 14 octobre 2004 à Saint-Jeannet, est un psychiatre, sociopsychanalyste et anthropologue français.
Son nom est intimement lié à la sociopsychanalyse, et à la parution de La révolte contre le père (1968), premier ouvrage qui le fit connaître au grand public. Il fut aussi éditeur, directeur de collection chez Payot pendant trente ans (le premier à faire traduire Donald Winnicott), et plus récemment aux Éditions La Découverte.
Depuis 1968, il n'a cessé de développer son œuvre, qui comprend une trentaine d’ouvrages (et des dizaines d’articles et rapports), tout en construisant une pratique collective d'intervention institutionnelle. Il a ainsi contribué à ce qu’il a appelé une « psychologie sociale du sujet » par l'élaboration de concepts à l’articulation du psychique et du social. 
Il est aussi, sous le pseudonyme de Gérard Delmain, l'auteur de plusieurs ouvrages de fiction romanesque.

## La sociopsychanalyse
Deux expériences personnelles ont conduit Gérard Mendel à créer la sociopsychanalyse :
- La première lorsqu’en 1942 (il a 12 ans), il voit deux gendarmes français, connus de la famille, venir arrêter son père juif[2] : le jeune garçon prend alors la mesure de la force de l’autorité à laquelle se soumettent « aveuglément » ces fonctionnaires, qu’il sait œuvrer contre leur gré, sans menaces directes. Un travail de pensée jamais interrompu[3] prend ainsi pour lui ce moment pour origine autour des deux thèmes qui structurent la sociopsychanalyse : le pouvoir et l’autorité.

- La deuxième se développe progressivement avec la poursuite parallèle de son travail de psychanalyste, dont il tire trois enseignements essentiels : 
  1. Ce qui se vit dans les séances de psychanalyse ne rend pas compte de toute la psyché humaine, mais d’une seule dimension fondamentale, celle du psychofamilial, dimension structurée par les processus inconscients, recouvrant les premières relations familiales et le développement affectif et sexuel infantile.
  2. Pour favoriser ce retour vers l’enfance, le cadre de la psychanalyse exclut nécessairement tout un pan de la réalité actuelle, la réalité sociale, au contact de laquelle la personnalité pourtant continue de se construire et de se former, comme en témoignent les modes d’être différents selon les cultures. Mendel qualifiera cette deuxième dimension de psychosociale. Il souligne en même temps que dimension psychofamiliale et dimension psychosociale existent en même temps chez tout un chacun, complémentaires et articulées, avec des effets réciproques et différents selon les moments et les contextes de la vie.
  3. Le dispositif utilisé pour la psychanalyse a un grand impact sur la qualité de la production psychique : c’est avant tout le cadre inventé par Freud (divan-fauteuil, analyste en retrait coupure d’avec la réalité sociale) qui facilite les associations libres et l’émergence des productions de l’inconscient. Mendel construira le dispositif institutionnel, cadre collectif propre à faire émerger comme à développer la dimension psychosociale chez les participants.

Si la dimension psychofamiliale, objet de la psychanalyse, est pour l’essentiel dominée par les fantasmes, la dimension psychosociale se construit et se développe à partir des actes qu’on réalise, actes dont le pouvoir propre est celui de modifier la réalité : après, c'est-à-dire après un acte, ce n’est plus comme avant, et c’est irréversible. Le pouvoir de l’acte et le pouvoir sur l’acte, moteurs de la psychosocialité, conduiront G. Mendel vers la création de son concept majeur, l’actepouvoir, avec son corollaire, le mouvement d’appropriation de l’acte, mouvement anthropologique fondamental comme l’est celui des processus inconscients. Le pouvoir ici concerne davantage ce que l’on fait que le pouvoir sur les autres. 
Ainsi, l’outil de travail de la sociopsychanalyse n’est pas l’individu isolé mais le petit groupe (groupe homogène de travail ou groupe de pairs) inscrit dans une structure sociale concrète ou institution (d'où la proximité de la sociopsychanalyse avec l'analyse institutionnelle). Pour mieux en comprendre le fonctionnement et les effets sur les participants (à l’intérieur du groupe comme entre les groupes institutionnels), Gérard Mendel a constitué son propre groupe-outil d’étude, le groupe Desgenettes (1971), groupe clinique de recherche et d’intervention dans le champ social. Ce véritable réseau de recherche et d'intervention dans des institutions communique mensuellement par le moyen d'un bulletin dont les contributions sont rassemblées par le groupe Desgenettes pour être diffusées à l'ensemble des groupes actifs. Chaque année, les groupes se réunissent au cours d'un Weekend commun, pour comparer et critiquer leurs expériences. Afin de rendre limpides les échanges entre groupes, un premier groupe est choisi comme modérateur, alors qu'un autre expose ses résultats. L'on prend ensuite un temps de concertation d'un quart d'heure, au cours duquel chacun des groupes auditeurs se réunissent pour élaborer leurs questions et leurs commentaires. Puis, le groupe exposant se retire à son tour pour élaborer ses réponses aux questions posées. Et ainsi de suite au fil des deux jours de rencontre, pour chacun des groupes présents. L'important réside dans ces temps de concertation où se mobilise la compréhension collective et peut être exploré le concept de "projection" et "contre-projection" de groupe à groupe...
L'expérimentation de cette forme de communication fondée sur les groupes, et non plus sur les individus qui les composent, entend contribuer au mouvement historique autogestionnaire... L'essentiel de ce travail est publié par le groupe Desgenettes à la Petite Bibliothèque Payot, sous le titre Sociopsychanalyse n°1 à n°8.

## Son œuvre
Son œuvre, dense, qu’appuyait une immense culture, a ainsi la particularité d’avoir été confrontée en permanence à une pratique collective de terrain par le biais de groupes d’intervenants, dont le plus ancien est le groupe Desgenettes-Agasp (créé en 1971). À la différence de nombreux autres psychanalystes très souvent isolés dans leur pratique solitaire, Gérard Mendel travaillait avec un tel groupe comme il participait aux côtés d’autres groupes en France, Argentine, Belgique, Québec. De nombreux livres cliniques rendent compte de ces interventions réalisées dans une grande variété de lieux de travail, de l’école à la maison de retraite, en passant par l’entreprise, les syndicats, les associations, les collectivités locales. 
Une méthode d’intervention dans les institutions a été inventée : la mise en place d’un dispositif Institutionnel dont les caractéristiques principales sont la constitution de groupes homogènes de métiers et la communication indirecte (par le biais de comptes-rendus écrits) entre eux.
Ce dispositif a pour vocation de s’inscrire dans le cours naturel de la vie institutionnelle. Les dispositifs les plus anciens sont en place depuis plus de 20 ans. L’exercice de son « actepouvoir » par chacun est ainsi une proposition constructive face à la fin de la société patriarcale et de son corollaire, l’autorité, proposition assortie de pratiques concrètes pour l’exercice de la démocratie participative (cf.Pourquoi la démocratie est en panne, 2003).
Depuis Pour décoloniser l’enfant (1971), La société n’est pas une famille (1992) jusqu’à Une histoire de l’Autorité (2003), Gérard Mendel a toujours été préoccupé par le vide laissé par la fin de la relation d’autorité comme modèle des rapports sociaux et par l’impossible retour de cette forme, aujourd’hui plus infantilisante que préparatoire à l’autonomie et à la responsabilité. Il a privilégié l’école, de la maternelle à la terminale comme un des lieux d’application de sa méthode afin d’y installer l’apprentissage de la démocratie par le développement de la socialisation des jeunes, aussi bien entre eux qu’avec leurs partenaires enseignants. C’est à partir d’un dispositif aménagé pour ce lieu éducatif, le dispositif d’expression collective des élèves (DECE) sur leur propre vie scolaire, que se construit pour tous les élèves d’une même classe (et non plus pour les seuls délégués) une socialisation différente, « non-identificatoire » dans la mesure où elle se construit aussi dans les relations entre pairs : non plus seulement compétitive, individualiste et élitiste, mais davantage collective, égalitaire et solidaire.
Plus de 500 classes du primaire et du secondaire ont à ce jour pratiqué ce dispositif, dans un lien médiatisé par l’écrit, via le Conseiller d’orientation-psychologue, avec l’équipe enseignante. Un grand nombre de ses articles, conférences, interventions radiophoniques et télévisées ont été consacrés à cette ligne forte de son œuvre ; un film qui a été tourné dans un collège rural en 2000 en témoigne (« La démocratie dans l’école, JP Lebel, Périphérie).